# Fara u svatého Petra v Praze
Fara u sv. Petra v Praze  je novorenesanční dům čp. 1137 (v době stavby 1137b) na Novém Městě v Praze 1 v Biskupské ulici 13 a náleží ke kostelu svatého Petra na Poříčí. Fara byla postavena podle projektu stavebního úřadu, který vypracoval stavitel Konstantin Mráček, fasádu pak navrhl významný český architekt 19. století Antonín Wiehl. Autorem návrhů sgrafit na fasádě je Celda Klouček a podle jeho návrhu je provedl Láďa Novák. Dům je zapsán v Ústředním seznamu kulturních památek.

## Popis domu

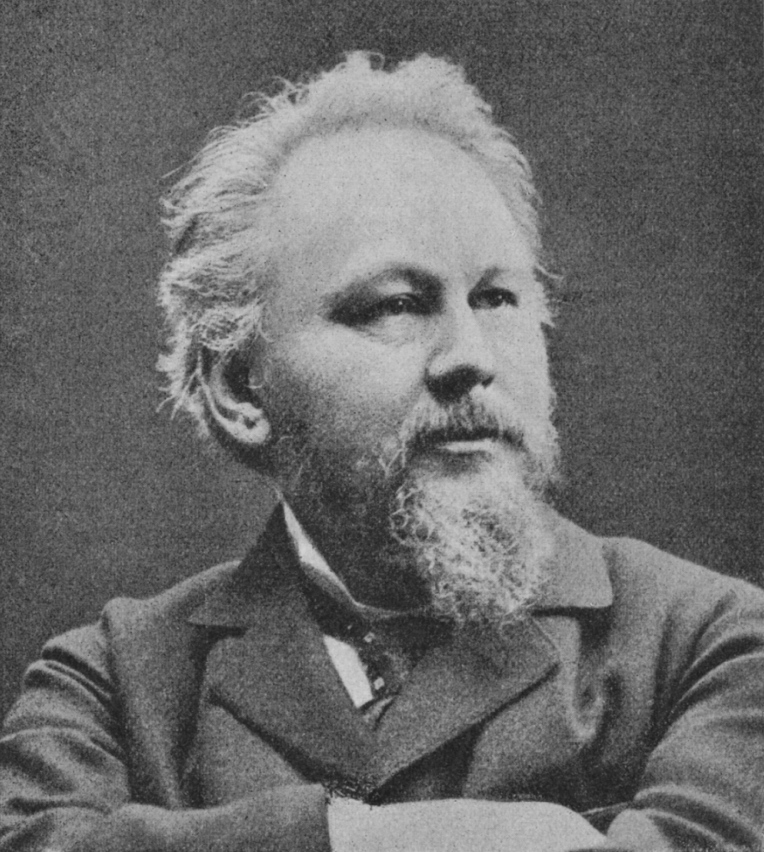
Antonín Wiehl – architekt a stavitel

Řadový dvoupatrový novorenesanční dům s pěti osami je situovaný uprostřed domovního bloku s průčelím do Biskupské ulice. V prvním patře balkon nad vchodovými dveřmi v centrální ose domu. Fasáda domu je ukončená lunetovou římsou, jejíž lunety jsou zdobeny sgrafity. Atika i římsa jsou jasně odvozeny od Schwarzenberského paláce. Na fasádě průčelí je režné zdivo, sgrafitovaná omítka a prvky architektury z pískovce. V prvním patře zdobí režné zdivo medailon s letopočtem 1894. V přízemí jsou jako ozdobný prvek použity štíty se znakem Rytířského řádu křižovníků s červenou hvězdou a znak Nového Města. Znak křižovníků připomíná, že "Nyní jest farářem farářem po Fr. Štolovském Josef Christ, kněz řádu Křižovníků s červenou hvězdou. Novou faru v ulici Biskup. ul. č. 13 vystavěl arch. Ant. Wiehl; průčelí má výzdobu od C. Kloučka." V návrhu pouze vymezil plochu pro sgrafita a ozdobné prvky a jejich návrh zpracoval a sochař Celda Klouček, se kterým Wiehl v téže době spolupracoval na výzdobě Městské spořitelny pražské v Rytířské ulici Fasáda je členěna sgrafity v rozvilinovém vlysu pod 1. patrem. V sedmi lunetách jsou sgrafita s českými zemskými patrony. V lunetové římse jsou také značky autora sgrafit a Ládi Nováka, který je na fasádě provedl. Nad lunetovou římskou jsou ornamentální sgrafita proložená hesly VÍRA, NADĚJE, LÁSKA. Střechu zdobí tři malé štíty.

## Fara v Biskupské ulici v kontextu Wiehlovy neorenesance

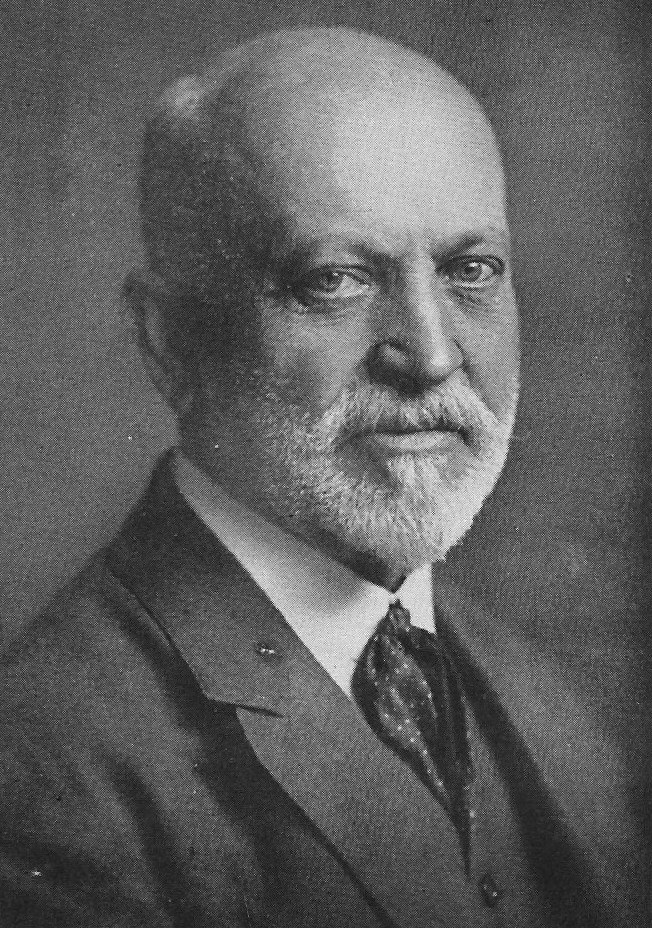
Celda Klouček (1855–1935) autor návrhu sgrafit

Antonín Wiehl architektonický návrh fasády fary zpracoval jako jeden ze svých posledních návrhů a využil zkušenost z návrhů 9 činžovních domů a dalších veřejných staveb.Fasády staveb navržené Antonínem Wiehlem byly od 70. let přijímány veřejností i odborníky příznivě jako nový prvek ve výzdobě domů a atmosféře ulic.Wiehl na výzdobě domů, které navrhoval postupně precizoval svoje pojetí české novorenesance.Podobnou lunetovou římsu jako u fary v Biskupské ulici navrhl Wiehl poprvé u domu čp. 1035/17 Karolíny Světlé v roce 1877, kdy se až v průběhu stavby inspiroval Schwarzenberským palácem v Praze a jeho rekonstrukcí (1871) navrženou Josefem Schulzem. Ze spisu stavby plyne, že původní návrh byl magistrátem schválen 28. 8. 1876 a 14. 5. 1877 byl schválen dodatek se změnou" ...dům obdrží jiné průčelí s hlavní římsou mimoobyčejně konstruovanou, na traversy na cement klenutou...".Fara v Biskupské ulici patří do Wiehlova směru výzdoby fasád tvořeného kombinaci režného zdiva, sgrafit a lunetové římsy (nebo renesančních několikastupňových štítů). Jeho kolega architekt Jan Koula Wiehlovo úsilí definoval v roce 1883 ve Zprávách Spolku architektů jako "výklad o vývoji a stylu A. Wiehla" ve "...Wiehl bojuje o nové vyjádření architektonické na základě vzorů, pro Prahu a Čechy XVI. a XVII. století typických a ukázal k nim po prvé, když postavil svůj "sgrafitový domek" v Poštovské ulici. Od té doby pilně sbíral památky naší renesance, studoval je a kde mu bylo možno, hleděl jich užíti na svých stavbách. Wiehlovým přičiněním mluví se o "české renesanci"; cítíme oprávněnost tohoto názvu, ale nikdo dosud nestanovil přesně, v čem ráz těch staveb záleží..."  O uplatnění sgrafit referoval Jan Koula v článku "Domy pp. architektů V. Skučka a J. Zeyera"

## Dům v současnosti
Pro svou architektonickou hodnotu a význam v historii Prahy a její architektury je dům zapsán v Ústředním seznamu kulturních památek. Budovu od jejího vzniku stále využívá Římskokatolický farní úřad u kostela svatého Petra.

## Galerie Fary v Biskupské ulici 1137/15

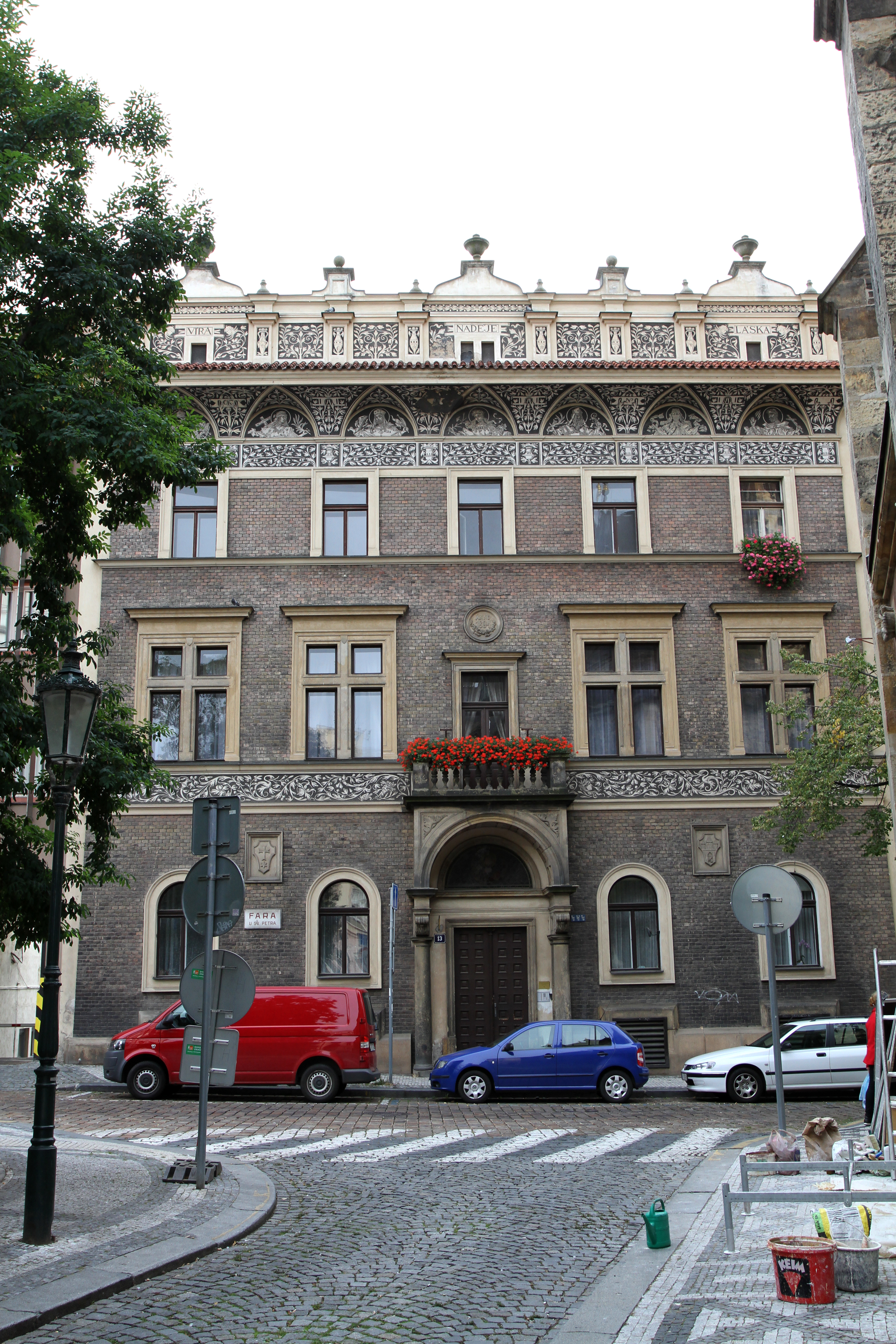
Fara Biskupská 13
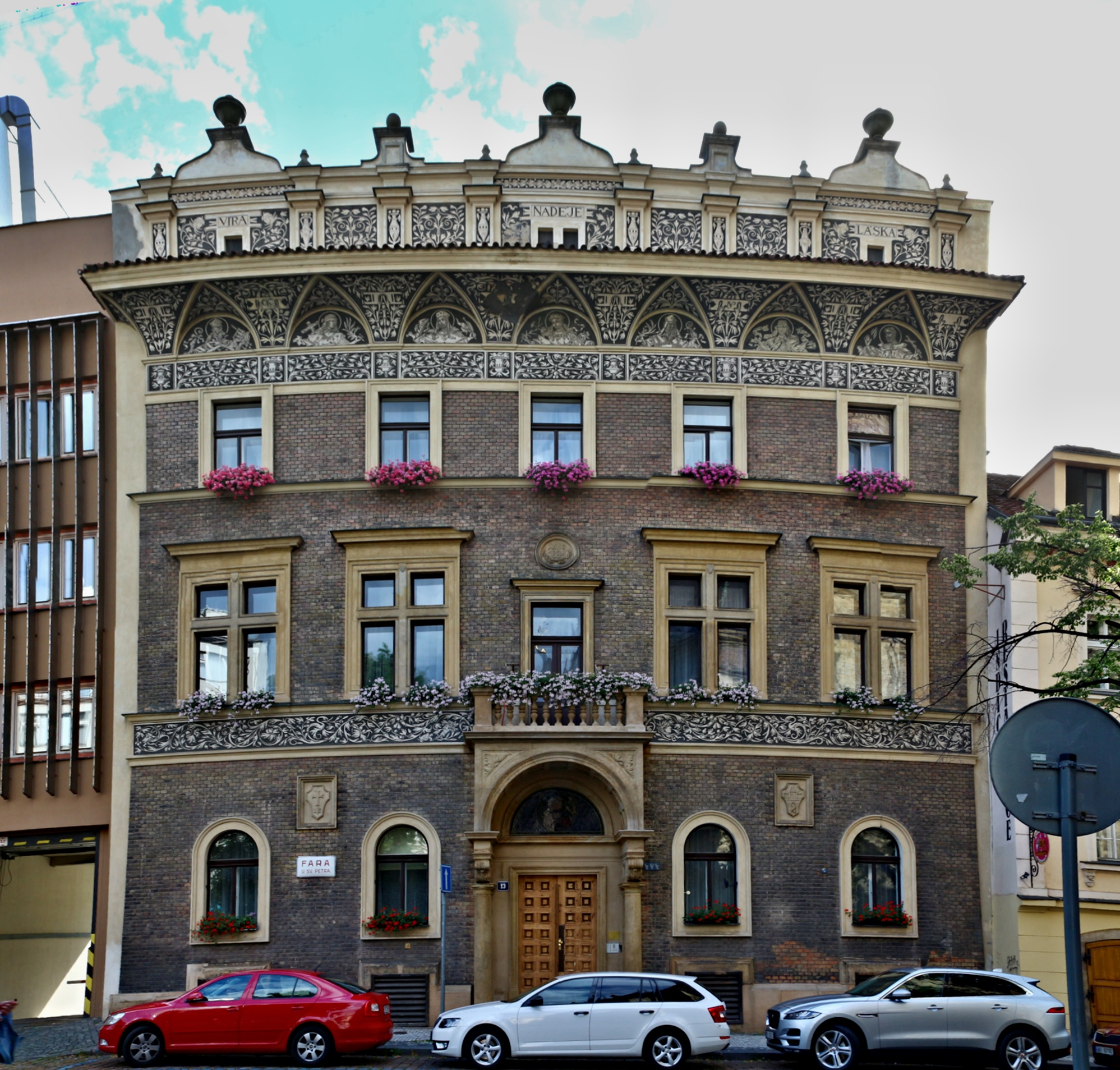
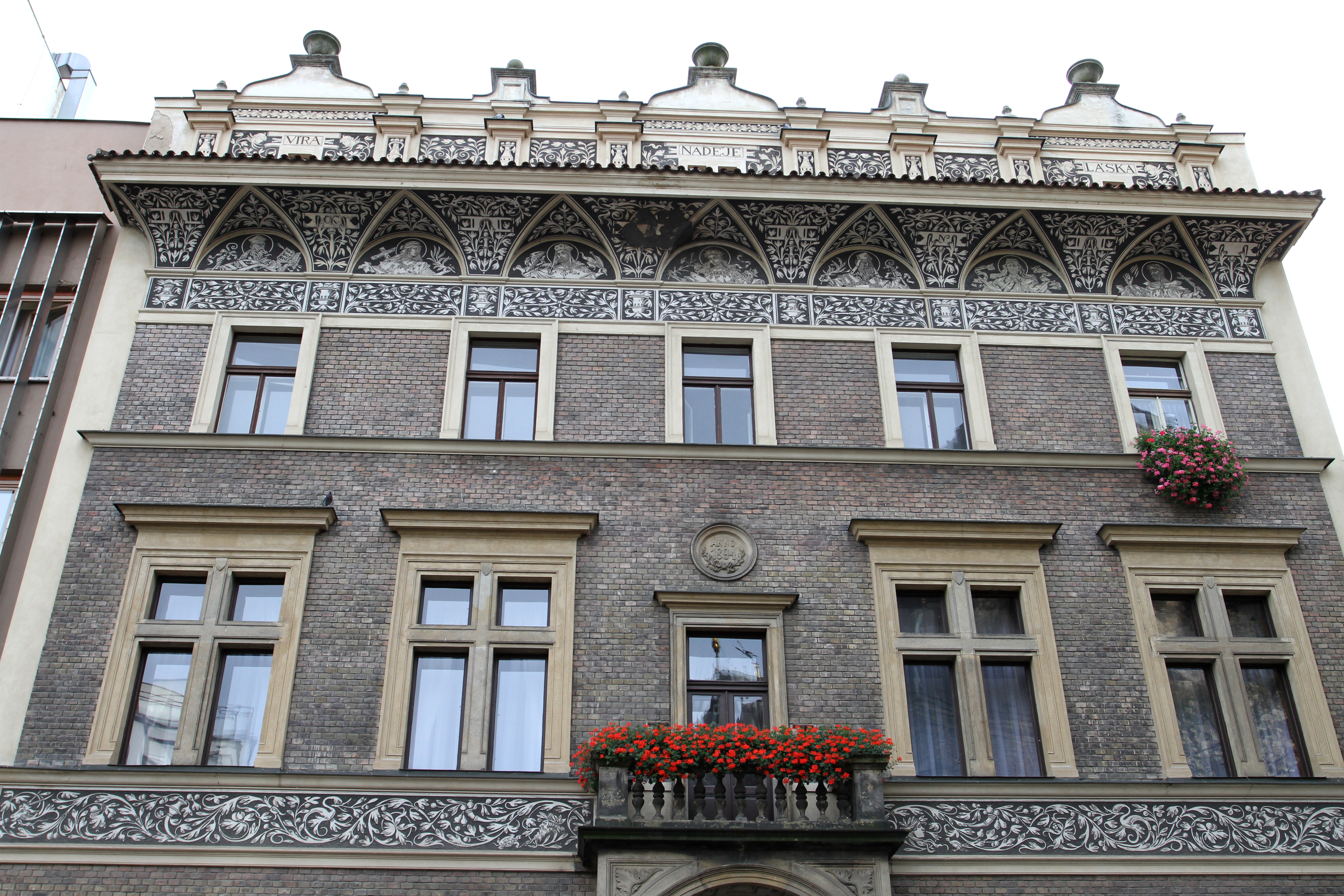
Fara Biskupská 13 – detail zdiva 1. patra a lunet
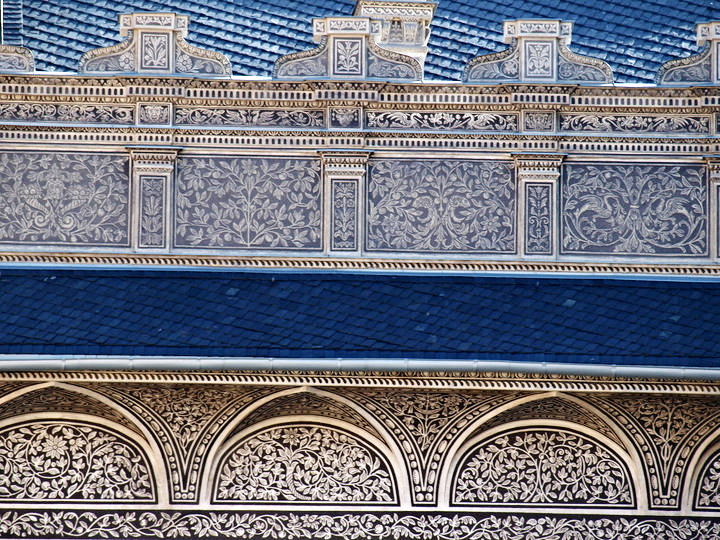
Schwarzenberský palác – detail lunet, které Wiehla inspirovaly u domu v ulici Karolíny Světlé 1035/17